# Gyranusoidea tebygi
Gyranusoidea tebygi är en stekelart som beskrevs av John S. Noyes 1988. Gyranusoidea tebygi ingår i släktet Gyranusoidea och familjen sköldlussteklar.
Artens utbredningsområde är:
- Benin.
- Kongo.
- Gabon.
- Ghana.
- Elfenbenskusten.
- Nigeria.
- Sierra Leone.
- Togo.

Inga underarter finns listade i Catalogue of Life.